# Хамид, Рани
Рани Хамид (бенг. রাণী হামিদ; род. 14 июля 1944, Силхет) — бангладешская шахматистка, международный мастер (1985) среди женщин.
Победительница первого чемпионата Бангладеш. В период с 1979 по 2011 гг. выиграла 18 национальных чемпионатов.
В составе сборной Бангладеш участница трёх мужских (1984, 1988, 1992) и тринадцати женских шахматных олимпиад (1986, 1990, 1994—2014 гг.).

## Изменения рейтинга
| Графики недоступны из-за технических проблем. См. информацию на Фабрикаторе и на mediawiki.org. |